# Gare de Trémentines
La gare de Trémentines est une ancienne gare ferroviaire française, aujourd'hui fermée, de la ligne de La Possonnière à Niort, située sur le territoire de la commune de Trémentines, dans le département de Maine-et-Loire, en région Pays de la Loire.

## Situation ferroviaire
Établie à 127 mètres d'altitude, la gare de Trémentines est située au point kilométrique (PK) 31,932 de la ligne de La Possonnière à Niort, entre les gares ouvertes de Cholet et de Chemillé.

## Histoire
Elle fut construite en 1865 pour l'inauguration de la ligne de La Possonnière à Niort.
La gare est fermée au service des voyageurs en 2003.